# West-Slavische talen

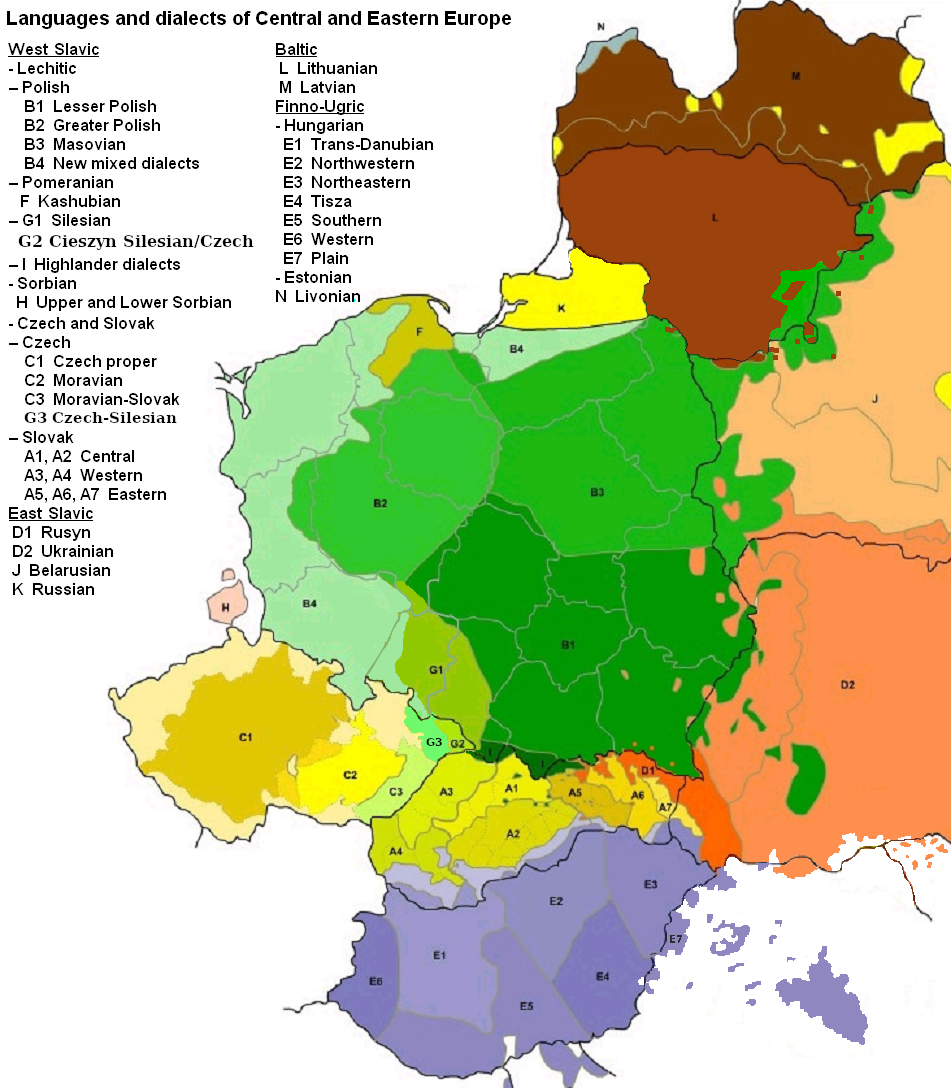
Talen en dialecten van Midden-Europa

De West-Slavische talen vormen een van de drie hoofdvertakkingen van de Slavische talen, naast de Oost-Slavische en de Zuid-Slavische talen. De West-Slavische talen worden door zo'n 60 miljoen mensen in Midden-Europa gesproken.
De West-Slavische talen begonnen zich reeds ten tijde van de volksverhuizingen af te scheiden van het Oerslavisch, maar pas vanaf de 7e eeuw kan men spreken van een afzonderlijke groep. Van de 7e tot de 10e eeuw treedt verdere interne differentiëring in twee groepen op: de Lechitische en een Sorbische groep. In de 9e eeuw komt daar nog de Tsjecho-Slowaakse groep bij. Daarvoor bezaten de voorouders van de tegenwoordige Tsjechen en Slowaken een dialectcontinuüm met de Zuidelijke Slaven, maar zij raakten van deze bevolkingsgroep afgesneden door de migraties van de Magyaren.
Uit de Tsjecho-Slowaakse groep zijn later het Tsjechisch en het Slowaaks gegroeid, uit de Sorbische groep het Oppersorbisch en het Nedersorbisch en uit de Lechitische groep het Pools, het Kasjoebisch en het Polabisch. Daarnaast kunnen ook enkele kleinere, uitgestorven talen tot de West-Slavische talen worden gerekend, onder meer het Pommoraans, het Slovinzisch en het Knaanisch.

## Classificatie
Indo-Europese talen
Balto-Slavische talen
Slavische talen
West-Slavische talen
Lechitische talen
Pommoraans
Kasjoebisch
Slovinzisch †
Polabisch †
Pools
Silezisch
Sorbisch
Oppersorbisch
Nedersorbisch
Tsjecho-Slowaaks
Tsjechisch
Slowaaks
Knaanisch †
† – uitgestorven taal

## Voorbeelden

### Geselecteerde woorden
| Nederlands | Tsjechisch | Slowaaks | Oppersorbisch | Nedersorbisch | Polabisch           | Kasjoebisch | Pools    | Silezisch   |
| ---------- | ---------- | -------- | ------------- | ------------- | ------------------- | ----------- | -------- | ----------- |
| arm        | ruka       | ruka     | ruka          | ruka          | ręka                | rãka        | ręka     | rynka       |
| avond      | večer      | večer    | wječor        | wjacor        | vicer               | wieczer     | wieczór  | uodwjeczyrz |
| broer      | bratr      | brat     | bratr         | bratš         | brot                | bracyn      | brat     | braćik      |
| dag        | den        | deň      | dźeń          | źeń           | dôn                 | dzéń        | dzień    | dźyń        |
| herfst     | podzim     | jeseň    | nazyma        | nazymje       | prenja zaima, jisin | jeséń       | jesień   | podźim      |
| mens       | člověk     | človek   | čłowjek       | cłowjek       | clawak, clôwak      | człowiek    | człowiek | czowjek     |
| sneeuw     | sníh       | sneh     | sneh          | sněg          | sneg                | snieg       | śnieg    | śńyg        |
| vis        | ryba       | ryba     | ryba          | ryba          | ryba                | rëba        | ryba     | ryba        |
| vuur       | oheň       | oheň     | woheń         | wogeń         | widin               | òdżiń       | ogień    | uogyń       |
| water      | voda       | voda     | woda          | woda          | wôda                | wòda        | woda     | woda        |
| wind       | vítr       | vietor   | wětřik, wětr  | wětš          | wjôter              | wiater      | wiatr    | wjater      |
| winter     | zima       | zima     | zyma          | zymje         | zaima               | zëma        | zima     | źyma        |
| zomer      | léto       | leto     | lěćo          | lěśe          | lato                | lato        | lato     | lato        |
| zuster     | sestra     | sestra   | sotra         | sotša         | sestra              | sostra      | siostra  | śestra      |

### Tekstfragment
Universele verklaring van de rechten van de mens, artikel 1:
- Pools:
Wszyscy ludzie rodzą się wolni i równi pod względem swej godności i praw. Są oni obdarzeni rozumem i sumieniem i powinni postępować wobec innych w duchu braterstwa.
- Silezisch:
Wszyjske ludźe rodzům śe swobodne a růwne we swojim werće a prawach. Sům uůne uobdarzůne filipym a sůmńyńym a majům powinność wzglyndym inkszych jak brat s bratym postympować.
- Kasjoebisch:
Wszëtczi lëdze rodzą sã wòlny ë równy w swòji czëstnoce ë prawach. Mają òni dostóne rozëm ë sëmienié ë nôlégô jima pòstãpòwac wobec drëdzich w dëchù bracënotë.
- Oppersorbisch:
Wšitcy čłowjekojo su wot naroda swobodni a su jenacy po dostojnosći a prawach. Woni su z rozumom a swědomjom wobdarjeni a maja mjezsobu w duchu bratrowstwa wobchadźeć.
- Tsjechisch:
Všichni lidé rodí se svobodní a sobě rovní co do důstojnosti a práv. Jsou nadáni rozumem a svědomím a mají spolu jednat v duchu bratrství.
- Slowaaks:
Všetci ľudia sa rodia slobodní a sebe rovní, čo sa týka ich dostojnosti a práv. Sú obdarení rozumom a majú navzájom jednať v bratskom duchu.